# Партия за независимост на Аляска
Партия за независимост на Аляска (на английски: Alaskan Independence Party (AKIP)) е сепаратистка политическа партия в САЩ, която цели да организира референдум за независимост на щата Аляска и превръщането му в независима държава. Партията застъпва позиции, подобни на Конституционната партия, Републиканската партия и Либертарианската партия. Подкрепя политиката за притежание на оръжие, приватизацията, домашното обучение и концепцията за правителство с ограничена власт.
През май 2009 г. партията има 13 119 регистрирани членове. От май 2021 г. в прессъобщение на уебсайта на партията се посочва, че броят на регистрираните членове е нараснал до близо 19 000, което я прави третата по численост на членовете си партия в Аляска.